# سوزانا ريتشا دي توريخوس
سوزانا ريشا دي توريخوس (بالإسبانية: Susana Richa de Torrijos) (من مواليد 22 أكتوبر 1924) هي معلمة وكاتبة وسياسية من بنما.

## سيرتها الذاتية
درست ريتشا في المدرسة العادية في سانتياغو حيث حصلت على لقب المعلم، ثم تخرّجت من قسم الفلسفة في جامعة بنما، وحصلت على درجة الدكتوراه في فقه اللغة من جامعة كمبلوتنسي بمدريد.
عملت ريتشا كمعلمة للغة الإسبانية في المدرسة العادية بسانتياغو، والجامعة الكاثوليكية سانتا ماريا لا أنتيغوا، وجامعة بنما. عملت ريتشا كمديرة للإدارة الإسبانية التعليمية، وعميد كلية الفلسفة والفنون والتربية، وعضو مجلس التحرير، وعضو مجلس الإدارة، ونائب الرئيس الأكاديمي، والعميد المسؤول عن جامعة بنما.
كانت ريشا المشرف الوطني على اللغة الإسبانية، ونائب المدير والمدير الوطني للتعليم الثانوي، والمدير الوطني للتعليم، ونائب وزير التربية والتعليم، ووزيرة التربية والتعليم في بنما من عام 1981 إلى عام 1984. ككاتبة، قامت ريتشا بنشر كتابين: خلاصة وافية للأدب الإسباني-الأمريكي والبانماني، والتعليم البنمي: الوضع والمشاكل والحلول.
تم تعيين ريتشا كحاكمة لمقاطعة بنما في الفترة من 1994 إلى 1998، خلال حكومة إرنستو بيريث باياداريس ثم استقالت لتكون مرشحة للجمعية الوطنية للحزب الديمقراطي الثوري. وفي عام 1999، أُعيد انتخابها في عام 2004. شغلت ريتشا منصب نائبة رئيس الجمعية الوطنية في فترتين: 2001-2002 و2006-2007.
وفي كانون الأول / ديسمبر 1999، فُصلت ريشا عن منصب أستاذها في كلية العلوم الإنسانية في جامعة بنما بموجب قانون فونديه Faúndes، الذي يحظر على الموظفين العموميين العمل بعد سن الـ 75. قامت ريتشا برفع دعوى قضائية أمام الدائرة الثالثة لمحكمة العدل العليا للرجوع إلى منصبها، لكنها لم تنجح. وفي 20 أغسطس 2007، شاركت في رعاية مبادرة لإلغاء قانون Faúndes بنجاح. في عام 2011، حصلت على جائزة لخدمتها لمدة 50 عامًا بالجامعة.
تزوجت ريتشا من هوغو توريخوس (شقيق الجنرال عمر توريخوس هيريرا) ولديهم ابن واحد، الذي تُوفي في عام 2010. بالإضافة إلى ذلك، فإن ريتشا هي عمة الرئيس السابق مارتين توريخوس.

## روابط خارجية
- Biography at the National Library of Panama
- سوزانا ريتشا دي توريخوس  على فيسبوك.